# Ospedale di Pammatone

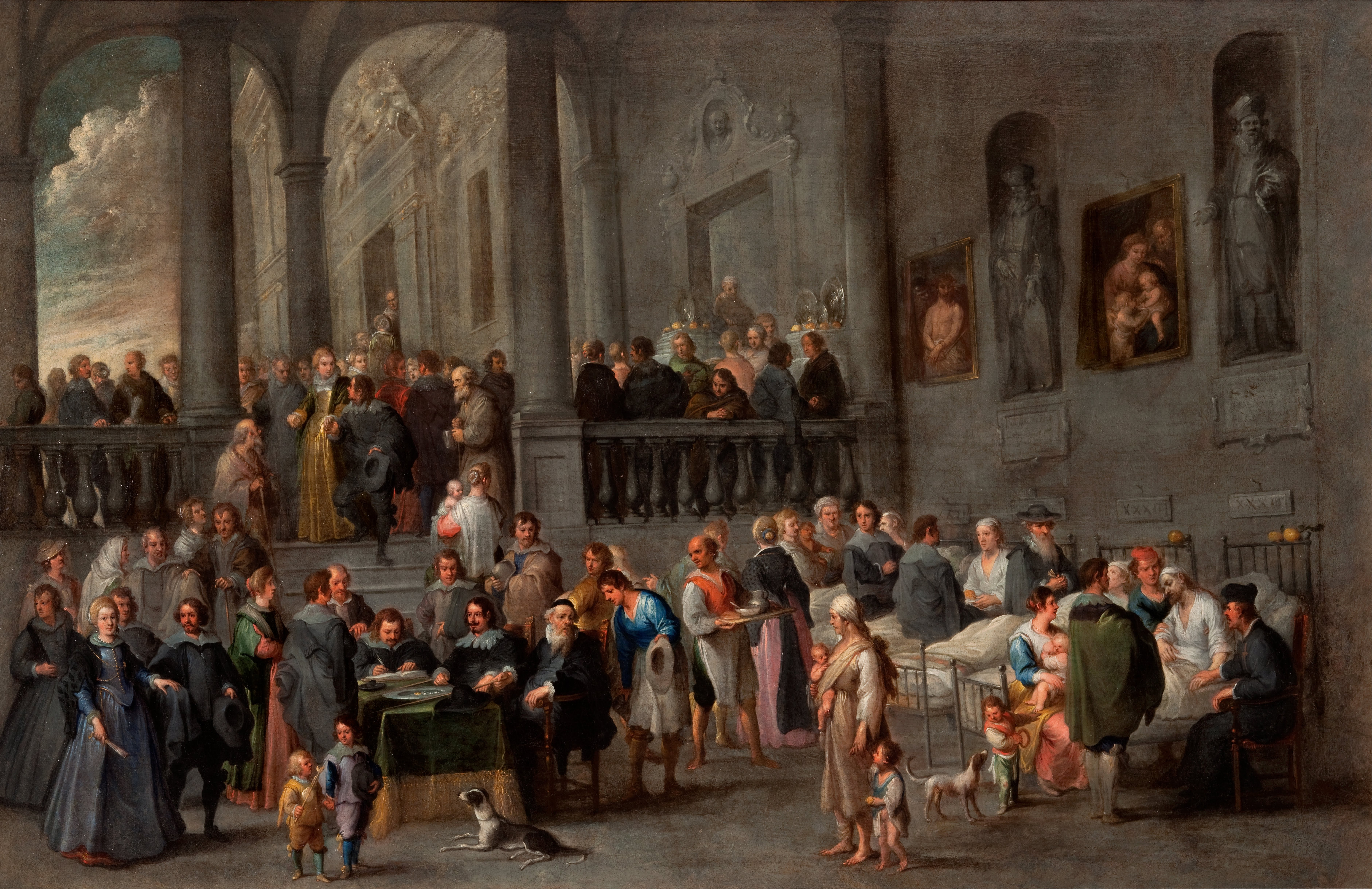
Dipinto del XVII secolo del pittore fiammingo Cornelis de Wael raffigurante la "festa del Perdono" ambientata negli spazi dell'Ospedale di Pammatone. Genova, Musei di Strada Nuova - Palazzo Bianco

L'ospedale di Pammatone, che sorgeva nel quartiere di Portoria, è stato per quasi cinque secoli, dal Quattrocento agli inizi del Novecento, il principale ospedale di Genova, svolgendo un ruolo fondamentale nel campo dell'assistenza sanitaria cittadina.

## Storia

### Etimologia del nome
Il nome  "Pammatone" ha un'origine incerta, da alcuni è fatto risalire al termine, di origine greca, pamathlon, indicante una palestra di ginnastica. Nella zona dove fu costruito l'ospedale, detta anche "dell'Olivella", si svolgevano infatti le esercitazioni dei balestrieri genovesi, corpo scelto dell'esercito della Repubblica.

### Le origini
Le sue origini risalgono al 1422, quando il notaio genovese Bartolomeo Bosco acquistò tre vecchie case in vico Pammatone per realizzare, a sue spese, un ospedale femminile da affidare in custodia alla congregazione della Beata Vergine della Misericordia  da cui prese il nome di "Ospedale della Beata Vergine della Misericordia". L'anno seguente fu acquistato un altro immobile e la struttura fu aperta anche agli uomini.
Il Bosco fu uno dei tanti benestanti che tra Medioevo e Rinascimento, mossi dalla fede religiosa o semplicemente dalla volontà di contribuire al bene della città, donarono parte del loro patrimonio a favore delle persone più bisognose.
Altri notabili si associarono all'opera caritativa del Bosco e contribuirono al miglioramento e all'ampliamento della struttura, che nel 1471, per volontà del senato della Repubblica, avallata da un breve del papa Sisto IV,  fu destinato a sostituire, con una concezione all'avanguardia per quei tempi, i tanti piccoli ospedali sparsi per la città.
Con il contributo dei numerosi benefattori fu costruito un grande edificio a due piani con pianta a croce, in seguito sopraelevato di un piano; modifiche alla struttura intervennero nel 1542 e nel 1627.
Nello stesso periodo, accanto all'ospedale vero e proprio, in cui venivano curati malati acuti e feriti, ed adiacente all'antica chiesa di San Colombano, fu istituito il cosiddetto "Ridotto dei poveri infermi di Santa Maria" in cui erano raccolti i malati cronici, embrione di quello che più tardi, grazie all'opera di Ettore Vernazza, sarebbe divenuto l'ospedale degli Incurabili.
Adiacente all'ospedale fu costruita la chiesa della Santissima Annunziata, inizialmente  officiata dai minori francescani, ai quali seguirono dal 1538 i cappuccini, presenti ancora oggi nella chiesa e che, a parte due brevi interruzioni nel XVI e XVIII secolo prestarono quasi ininterrottamente assistenza ai malati e continuano ancora oggi la loro opera presso l'ospedale San Martino. Tra le congregazioni femminili, l'assistenza nell'ospedale dal 1644 era prestata dalle Suore di Nostra Signora del Rifugio in Monte Calvario, con un'interruzione nella prima metà dell'Ottocento, quando erano subentrate le figlie della carità di San Vincenzo de' Paoli.
La chiesa, oggi conosciuta anche come "chiesa di Santa Caterina", perché vi sono conservate le spoglie di santa Caterina Fieschi Adorno, era collegata con i locali dell'ospedale, a cui fungeva da cappella. La nobildonna genovese aveva preso dimora nel 1478 in un locale dell'ospedale, dedicandosi all'assistenza dei malati e all'amministrazione della struttura. Nel 1489 ne divenne rettore. Attorno a lei si formò un gruppo di discepoli e collaboratori, tra i quali il marito, Giuliano Adorno, convertitosi da una vita dissipata. L'impegno della futura santa nella cura dei malati durò finò alla sua morte, il 15 settembre 1510.
Il 5 dicembre 1746 nei pressi dell'ospedale avvenne il celebre episodio del Balilla che diede avvio alla rivolta dei genovesi contro gli occupanti austriaci.

### L'edificio settecentesco
Alla metà del Settecento, grazie ad un lascito di 125.000 lire genovesi della nobildonna Anna Maria Pallavicini fu costruita una nuova imponente struttura. I lavori per il nuovo edificio iniziarono nel 1758 e furono completati nel 1766. Il progetto fu affidato all'architetto Andrea Orsolino, noto soprattutto per questa realizzazione. A lui si deve il disegno del portico colonnato che circonda il vasto cortile interno, che oggi, inglobato nel moderno palazzo di giustizia, è quanto rimane del grande edificio.
Il costo per la sua realizzazione fu di 600.000 lire genovesi, sostenuto interamente dai benefattori. Per la costruzione del nuovo edificio furono demolite alcune vecchie case, tra le quali quella appartenuta a Domenico Colombo, padre di Cristoforo, in cui si presume fosse nato il celebre navigatore.
Nel tempo l'ospedale divenne sede anche di un grande patrimonio artistico, che accanto a opere d'arte dei più celebri artisti genovesi, comprendeva anche ricchi arredi e suppellettili, in particolare la raccolta di vasi in ceramica della “Spezieria”, realizzati tra il XV e il XVIII secolo. Con la chiusura dell'ospedale questa raccolta è stata trasferita dapprima presso l'ospedale di S. Martino, poi presso i musei civici genovesi.

### La chiusura e la demolizione

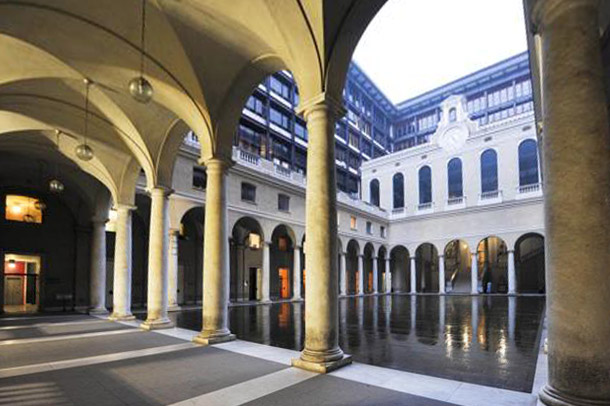
l Palazzo di Giustizia con la ricostruzione dello storico cortile del Pammatone

La storia plurisecolare di Pammatone finì all'inizio del XX secolo, quando l'ospedale cittadino venne trasferito nella nuova sede di San Martino.
Per alcuni anni l'edificio ospitò la facoltà di Economia e commercio dell'Università di Genova. Praticamente distrutto dai bombardamenti della seconda guerra mondiale, quanto restava del complesso fu demolito negli anni sessanta, insieme a gran parte delle case dell'antico borgo di Piccapietra.
Tra il 1966 e il 1974 sul sito dell'edificio settecentesco fu costruito il nuovo palazzo di giustizia, che dell'antico ospedale conserva il cortile interno con il portico colonnato, lo scalone monumentale e alcune delle numerose statue di benefattori (la maggior parte delle quali si trovano invece nei viali dell'ospedale San Martino).